# 四川清风藤
四川清风藤（学名：Sabia schumanniana）为清风藤科清风藤属下的一个种。

## 扩展阅读
維基物種上的相關：四川清风藤